# Викрадені миті
Викрадені миті (англ. Stolen Moments) — американська короткометражна мелодрама режисера Джеймса Вінсента 1920 року.

## Сюжет
Романтика шантажує його одружена екс-подруга в романі з ним.

## У ролях
- Рудольф Валентіно — Хосе Дальмарез
- Маргаріт Намара — Віра Блейн
- Альберт Л. Баррет — Г'ю Конвей
- Генріетта Сімпсон — мати Г'ю
- Артур Ерл — Карлос — дворецький
- Волтер Чапін — Річард Гантлі
- Ейлін Прінгл — Інес Саллес
- Алекс Шеннон — Кампос Саллес — її батько